# Onthotrupes herbeus
Onthotrupes herbeus är en skalbaggsart som beskrevs av Henri Jekel 1865. Onthotrupes herbeus ingår i släktet Onthotrupes och familjen tordyvlar. Inga underarter finns listade i Catalogue of Life.